# Fakótorkú ökörszembujkáló
A fakótorkú ökörszembujkáló (Spelaeornis badeigularis) a madarak osztályának verébalakúak (Passeriformes) rendjébe és a timáliafélék (Timaliidae) családjába tartozó faj.

## Rendszerezése
A fajt Sidney Dillon Ripley amerikai ornitológus írta le 1948-ban.

## Előfordulása
India északkeleti részén, Arunácsal Prades állam területén, egyetlen helyen honos. Természetes élőhelyei a hegyi mérsékel övi erdők sűrű aljnövényzete. Állandó, nem vonuló faj.

## Megjelenése
Testhossza 9 centiméter.

## Természetvédelmi helyzete
Az elterjedési területe kicsi, az erdővesztés és a mezőgazdaság miatt még csökken is, egyedszáma 1500-7000 példány közötti és szintén csökken. A Természetvédelmi Világszövetség Vörös listáján sebezhető fajként szerepel.